# Eugenia Charles
Mary Eugenia Charles (Pointe Michel, 15 de mayo de 1919-Fort-de-France, 6 de septiembre de 2005) fue una política dominiquesa que se desempeñó como primera ministra de Dominica entre 1980 y 1995.
La primera mujer abogada en Dominica, fue la primera dominiquesa en ejercer el cargo de primera ministra. Fue la segunda mujer primera ministra en el Caribe después de Lucina da Costa de las Antillas Neerlandesas. También fue la primera jefa de gobierno electa del continente americano, y la tercera primera ministra de mayor antigüedad en el mundo, detrás de Indira Gandhi de India y Sirimavo Bandaranaike de Sri Lanka.

## Biografía

### Vida personal
Hija de Josephine Delauney y John B. Charles, nació en el pueblo pesquero de Pointe Michel en la parroquia de Saint Luke. Su padre era un albañil que se convirtió en un terrateniente rico y tenía intereses comerciales en la exportación e importación.
Asistió a la Catholic Convent School en Dominica, que en ese entonces era la única escuela secundaria para niñas de la isla. Después  se interesó por la ley mientras trabajaba en la corte de magistrados coloniales. Trabajó durante muchos años como asistente de Alastair Forbes, funcionario colonial británico. Charles asistió a la Universidad de Toronto en Canadá, antes de mudarse al Reino Unido para asistir a la London School of Economics. Regresó a Dominica, donde se convirtió en la primera abogada de la isla. Allí estableció una práctica especializada en derecho de propiedad.

### Carrera política
Comenzó a hacer campaña en política durante la década de 1960 contra las restricciones a la libertad de prensa. Ayudó a fundar el Partido de la Libertad de Dominica (DFP), y fue su líder desde principios de los años 1970 hasta 1995. Fue elegida para la Cámara de la Asamblea en 1970 y se convirtió en líder de la oposición en 1975. Continuó en el cargo después de que Dominica se independizara por completo del dominio británico en 1978.
Se convirtió en primera ministra cuando el DFP ganó las elecciones generales de 1980, la primera victoria electoral del partido. Reemplazó a Oliver Seraphin, que había asumido el cargo de forma interina el año anterior, cuando protestas masivas habían obligado al primer ministro Patrick John, a dimitir de su cargo. También se desempeñó como ministra de relaciones exteriores desde 1980 hasta 1990, y como presidenta de la Organización de Estados del Caribe Oriental (OECS).
En 1981 se enfrentó a dos intentos de golpe de Estado. Ese año, Frederick Newton, comandante de las Fuerzas Armadas de Dominica, organizó un ataque contra el cuartel general de la policía en Roseau, que causó la muerte de un oficial de policía. Newton y otros cinco soldados fueron declarados culpables en el ataque y sentenciados a muerte en 1983. Las sentencias de los cinco cómplices fueron conmutadas más tarde por cadena perpetua, pero Newton fue ejecutado en 1986.
En 1981, un grupo de mercenarios canadienses y estadounidenses, en su mayoría afiliados a grupos de supremacía blanca como el Ku Klux Klan, planearon un golpe de Estado para devolver al poder al ex primer ministro Patrick John. El intento, que los conspiradores llamaron en código Operation Red Dog, fue frustrado por agentes federales estadounidenses en Nueva Orleans.

Charles reunida con el presidente estadounidense Ronald Reagan en el Despacho Oval de la Casa Blanca, conversando sobre la situación en Granada.

Ha sido conocida por su papel en el período previo a la invasión de Granada por parte de los Estados Unidos. Tras el arresto y la ejecución del primer ministro granadino Maurice Bishop, Charles, que en ese momento trabajaba como presidenta de la OECS, hizo un llamamiento a los Estados Unidos, Jamaica y Barbados para que intervinieran. Apareció en televisión con el presidente estadounidense, Ronald Reagan, apoyando la invasión. El periodista Bob Woodward informó que Estados Unidos pagó millones de dólares estadounidenses al gobierno de Dominica, los cuales fueron considerados como una «recompensa» por el apoyo de Charles a la intervención estadounidense en Granada.

### Últimos años y fallecimiento
Con la popularidad disminuyendo durante su tercer mandato, anunció su retiro en 1995. Posteriormente, el DFP perdió las elecciones de 1995.
El 30 de agosto de 2005, ingresó en un hospital en Fort-de-France, en la isla de Martinica, departamento de ultramar francés en el Caribe, para una cirugía de cadera. Murió de tromboembolismo pulmonar el 6 de septiembre a los 86 años de edad.

## Distinciones y homenajes
Ha recibido el Premio de Honor Dominica. En 1991 fue nombrada dama comendadora de la Orden del Imperio Británico.
Un retrato de Charles se encuentra presente en el monumento a los próceres del ALBA en Managua, Nicaragua.